# Obsjtina Ivajlovgrad
Obsjtina Ivajlovgrad (bulgariska: Община Ивайловград) är en kommun i Bulgarien.   Den ligger i regionen Chaskovo, i den södra delen av landet, 260 km sydost om huvudstaden Sofia.
Obsjtina Ivajlovgrad delas in i:
- Belopoltsi
- Gugutka
- Zjelezino
- Kondovo
- Planinets
- Sviratji
- Slaveevo

Följande samhällen finns i Obsjtina Ivajlovgrad:
- Ivajlovgrad
- Svirachi
- Gugutka
- Mandritsa

Trakten runt Obsjtina Ivajlovgrad består till största delen av jordbruksmark. Runt Obsjtina Ivajlovgrad är det glesbefolkat, med 9 invånare per kvadratkilometer.